# Ha ha ha
Pour plus de détails, voir Fiche technique et Distribution.
Ha ha ha (hangeul : 하하하 ; RR : Hahaha) est un film sud-coréen réalisé par Hong Sang-soo, sorti en 2010.
Il remporte le prix Un certain regard au festival de Cannes 2010.

## Synopsis
Le réalisateur Jo Moon-Kyeong prévoit de quitter Séoul et la Corée pour vivre au Canada avec sa tante. Quelques jours avant son départ, il rencontre son ami Bang Joong-sik, un critique, et pour boire un verre. Ils se rendent compte qu'ils se sont rendus en même temps dans la petite ville balnéaire coréenne de Tongyeong, dans la province de Gyeongsang du Sud, et qu'ils y ont rencontré et se sont liés d'amitié avec les mêmes personnes.

## Fiche technique
Sauf indication contraire ou complémentaire, les informations mentionnées dans cette section peuvent être confirmées par la base de données KMDb
 Sauf indication contraire, les informations mentionnées dans cette section peuvent être confirmées par la base de données cinématographiques Allociné,  présente dans la section « Liens externes ».
- Titre original : 하하하
- Titre français : Ha ha ha
- Réalisation et scénario : Hong Sang-soo
- Musique : Jeong Yong-jin
- Photographie : Park Hong-yeol
- Son : Kim Mi-r
- Montage : Hahm Seong-won
- Production : Kim Cho-hui
- Coproduction : Hong Sang-soo
- Société de production : Jeonwonsa Films
- Sociétés de distribution : Sponge Entertainment (Corée du Sud) ;  Les Acacias (France)
- Pays de production :  Corée du Sud
- Langue originale : coréen
- Format : couleur - 1,85:1 - Dolby Digital - 35 mm
- Genre : drame
- Durée : 115 minutes
- Dates de sortie :
  - Corée du Sud : 6 mai 2010
  - France : 21 mai 2010 (Festival de Cannes) ; 16 mars 2011 (sortie nationale)

## Distribution
- Kim Sang-kyeong : Jo Moon-kyeong
- Yoo Joon-sang : Bang Joong-sik
- Moon So-ri : Wang Sung-ok
- Ye Ji-won : Ahn Yeon-joo
- Kim Kang-woo : Kang Jung-ho
- Yoon Yeo-jeong : la mère de Moon-kyeong
- Kim Gyu-ri : Noh Jung-hwa
- Gi Ju-bong : le conservateur de musée d'histoire régionale
- Kim Young-ho : le général Lee Soon-shin

## Tournage
Le tournage commence le 2 juillet 2009 à Tongyeong, en Gyeongsang du Sud, pendant un mois, et devrait s'achever au prochain septembre,.

## Récompenses
- Festival de Cannes 2010 : Prix Un certain regard[3]